# Georges Staquet
Georges Staquet (15 de setembro de 1932 - Paris, 3 de janeiro de 2011) foi um ator de cinema, teatro e televisão francês.